# Simon of Pattishall (Rebell)
Sir Simon of Pattishall (auch Pateshull, * um 1219; † 1274) war ein englischer Adliger und Rebell.

## Herkunft
Simon of Pattishall war der älteste Sohn des Richters Walter of Pattishall und von dessen Frau Margery d’Argentan. Nach dem Tod seines Vaters 1231 oder 1232 wurde er zum Erben von dessen Besitzungen in Northamptonshire, Bedfordshire und weiteren Gebieten Englands. Während jedoch sein Großvater Simon of Pattishall einer der wichtigsten Richter von König Johann Ohneland war und sein Onkel Hugh of Pattishall von 1234 bis 1240 als königlicher Treasurer diente, blieb Simon ein Mitglied der lokalen Ritterschaft mit nur lokaler Bedeutung. Die Angabe, dass er 1257 als Richter für die Juden in England verantwortlich war, beruht auf einem Irrtum.

## Rolle im Krieg der Barone
Als 1258 eine Adelsopposition eine Reform der Regierung von König Heinrich III. forderte, gehörte Pattishall zu den vier Rittern, die ab August 1258 Missstände in Bedfordshire erfassen sollten. Im Oktober 1258 wurde er Sheriff von Bedfordshire und Buckinghamshire. Im Oktober 1259 wurde er dazu Sheriff von Northamptonshire. Nachdem König Heinrich III. im Sommer 1261 die Herrschaft zurückgewonnen hatte, entließ er im Juli 1261 Pattishall als Sheriff. Pattishall gehörte nachweislich weiter zu den Unterstützern der Adelsopposition. Als es im Frühjahr 1264 zum offenen zweiten Krieg der Barone gegen den König kam, gehörte er unter dem Kommando von Simon de Montfort dem Jüngeren zur Besatzung von Northampton, als die Stadt Anfang April von königlichen Truppen erobert wurde. Nach dem Sieg der Adelsopposition in der Schlacht von Lewes kam er aber wieder frei und wurde im Juni 1264 wieder zum Sheriff von Bedfordshire und Buckinghamshire ernannt. Ob er an der Schlacht von Evesham im August 1265 teilnahm, ist unklar, doch nach dieser entscheidenden Niederlage der Adelsopposition gehörte er zur Besatzung von Kenilworth Castle, wo sich zahlreiche verbliebene Anhänger der Adelsopposition verschanzt hatten. Der siegreiche König erklärte ihn für enteignet und vergab seine Ländereien an John Giffard. Pattishall gehörte schließlich zu den sogenannten Enterbten, die 1267 mit Gilbert de Clare, 6. Earl of Gloucester die City of London besetzten. Im Juni 1267 wurde er schließlich vom König begnadigt. Vor 1268 schloss er mit John Giffard eine Vereinbarung, nach der er gegen eine Zahlung von £ 900 seine Besitzungen zurückerhielt. 
Als Pattishall 1273 schwer erkrankte, soll er dank einer Reliquie des Herzens von Simon de Montfort, dem bei Evesham gefallenen Führers der Adelsopposition, sein Sprechvermögen wieder erlangt haben. Er machte anschließend eine Wallfahrt nach Evesham Abbey, starb jedoch um Ostern 1274.

## Heirat und Nachkommen
Pattishall hatte Margery, eine Tochter des Richters Henry of Braybrooke geheiratet. Mit ihr hatte er mindestens zwei Söhne:
- John of Pattishall († 1290)
- Robert of Pattishall

Nach seinem Tod erbte sein ältester Sohn John den Großteil der Familienbesitzungen, während der jüngere Sohn Robert die Besitzungen in Essex erbte.